# Macrogena miniporus
Macrogena miniporus är en kvalsterart som först beskrevs av Sandór Mahunka 1989.  Macrogena miniporus ingår i släktet Macrogena och familjen Ceratozetidae. Inga underarter finns listade i Catalogue of Life.